# 山内昌之
山内 昌之（やまうち まさゆき、1947年8月30日 - ）は、日本の歴史学者（中東・イスラーム地域研究・国際関係史）。
学位は、博士（学術）（東京大学・1993年）。東京大学名誉教授、武蔵野大学国際総合研究所特任教授、ムハンマド五世大学特別客員教授、株式会社富士通フューチャースタディーズ・センター特別顧問。
北海道小樽市出身。
東京大学教養学部助教授、東京大学大学院総合文化研究科教授、明治大学研究・知財戦略機構特任教授、三菱商事株式会社顧問、株式会社フジテレビジョン特任顧問などを歴任した。

## 概要
北海道出身の歴史学者で中東・イスラーム地域研究や国際関係史を専攻。北海道大学で学び、東京大学、明治大学、武蔵野大学で教鞭を執った。また、本務校とは別に、カイロ大学の客員助教授、ハーバード大学の客員研究員、ムハンマド五世大学の特別客員教授を兼任していた。
実業界においては、三菱商事の顧問、フジテレビジョンの特任顧問、富士通フューチャースタディーズ・センターの特別顧問を務めるとともに、読売新聞調査研究本部で客員研究員を兼任した。

## 経歴
生い立ち
1947年、北海道札幌市の日本国有鉄道職員の家に生まれ、小樽市で育った。北海道小樽潮陵高等学校を卒業後、北海道大学に進学。在学中は社会主義学生同盟（共産主義者同盟の学生組織）の活動家として活動。1971年に卒業し、同大学大学院文学研究科に進学。1976年、博士課程を単位取得退学。
歴史学者として

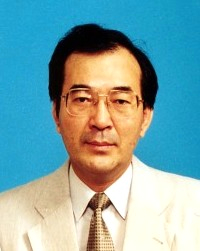
『小泉内閣メールマガジン』寄稿に際して内閣官房により公表された肖像写真

エジプトへ渡り、1978年から1980年までカイロ大学文学部客員助教授を務めた。1982年、東京大学教養学部助教授に就いた。
1992年から1993年まで、ハーバード大学客員研究員。1993年、東京大学大学院総合文化研究科地域文化研究専攻教授に就任。地中海・イスラム地域文化大講座、イスラム比較論専攻を担当した。同1993年、学位論文『The Green Crescent under the Red Star: Enver Pasha in Soviet Russia 1919－1922(エンヴェル・パシャとソビエト・ロシア) 』を東京大学に提出して学術博士号を取得。
学外では、政府機関での委員も多数務め(後述)、2001年から2002年にかけて外交問題に関する小泉純一郎首相の私的諮問機関「対外関係タスクフォース」委員となった。また、2003年から2005年まで、3回にわたり日本政府中東文化ミッション団の団長として中東各国を訪問。2007年には内閣官房「美しい国づくり」企画会議座長代理。
東京大学退職後
2012年、東京大学を定年退任し、名誉教授となった。同年、明治大学研究・知財戦略機構国際総合研究所（MIGA）特任教授に就任。読売新聞調査研究本部客員研究員、三菱商事顧問、フジテレビジョン特任顧問、東京大学エグゼクティブ・マネジメント・プログラム（EMP）講師などを務めている。2018年からは武蔵野大学国際総合研究所特任教授。

## 受賞・栄典
- 1984年：『現代のイスラム』で発展途上国研究奨励賞。
- 1987年：『スルタンガリエフの夢』でサントリー学芸賞。
- 1990年：『瀕死のリヴァイアサン』で毎日出版文化賞。
- 1991年：『ラディカル・ヒストリー』で吉野作造賞。
- 2002年：一連の業績に対して司馬遼太郎賞を受賞。
- 2002年：共編著『岩波イスラーム辞典』で毎日出版文化賞を受賞。
- 2006年：紫綬褒章を受章。

## 学外活動・委員
政府関連

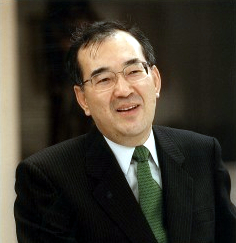
「美しい国づくり」企画会議座長代理就任に際して内閣官房により公表された肖像写真

内閣官房や外務省等の審議会や研究会の委員を委託され、現実の政策立案にも参加している。内閣官房では、安心社会実現会議委員、アイヌ政策のあり方に関する有識者懇談会委員。文部科学省では文化審議会委員、中央教育審議会社会科専門部会委員、文化庁「文化発信戦略に関する懇談会」座長、「教育再生実行会議」委員（2013年1月〜）。外務省では外務人事審議会委員、「日本アラブ対話フォーラム」委員。経済産業省では総合資源エネルギー調査会委員を務める。このほか「日中歴史共同研究委員会」委員、「日韓歴史共同研究委員会」委員、中東調査会常任理事、日本学術会議連携会員、日本経団連アカデミック・アドバイザー、トヨタ財団理事、日本ユネスコ国内委員会、日加フォーラムなどの委員も務めた。
2013年1月、教育再生実行会議 委員、2014年6月国家安全保障局顧問会議座長、天皇の公務の負担軽減等に関する有識者会議メンバー。現在、 日本国際フォーラム参与。
大相撲関連
大相撲の白鵬が引退間近の2021年4月、「大相撲の継承発展を考える有識者会議」の会長に就任し、功績が顕著な横綱の一代年寄について「一代年寄の規定自体が存在しないため授与の議論にならない」という意見を出した。そのため優勝45回の大横綱白鵬は一代年寄を授与されず、年寄名跡・間垣を襲名して現役名を名乗れずに引退した。
2023年1月、横綱審議委員会（横審）委員長就任。2025年1月、任期満了のため横審委員を退任した。
コラムを担当
- 文化芸術などにも造詣が深く、各雑誌・新聞などでの書評執筆や読売新聞「地球を読む」のコラムニストなどとして活動している。『嫉妬の世界史』は安倍晋三が総理就任前に読んだ本として紹介されている[8]。
- おすすめの歴史書として、史記、陸奥宗光の父伊達千広の『大勢三転考』、新井白石の『読史余論』、北畠親房『神皇正統記』、平家物語、春秋左氏伝、貞観政要、吾妻鏡をあげている[9]。

## 家族・親族
- 弟：山内進は・法制史学者。一橋大学学長。
- 夫人：山内靖子とは大学院の時に結婚。2008年9月にくも膜下出血で急死。
- 夫人：三井理恵と2012年の東京大学退職後、結婚した。

## 著作
単著
- 『現代のイスラム―宗教と権力』朝日新聞社(［朝日選書), 1983
- 『オスマン帝国とエジプト―1866-67年 クレタ出兵の政治史的研究』東京大学出版会, 1984
- 『スルタンガリエフの夢―イスラム世界とロシア革命』東京大学出版会, 1986
  - 岩波現代文庫, 2009年
- 『神軍緑軍赤軍―ソ連社会主義とイスラム』筑摩書房, 1988
  - ちくま学芸文庫, 1996年
- 『瀕死のリヴァイアサン―ペレストロイカと民族問題』TBSブリタニカ, 1990
  - 改題『瀕死のリヴァイアサン―ロシアのイスラムと民族問題』講談社学術文庫, 1995
- 『ラディカル・ヒストリー―ロシア史とイスラム史のフロンティア』中公新書, 1991
- 『ソ連・中東の民族問題―新しいナショナリズムの時代』日本経済新聞社, 1991
  - 改題『民族問題入門』 中公文庫, 1996年
- 『イスラムのペレストロイカ』中央公論社［中公叢書］, 1992年
- 『新・ナショナリズムの世紀―分裂する国家と民族の行方を探る』PHP研究所, 1992
- 『民族と国家―イスラム史の視角から』岩波新書, 1993
  - 改訂版 文春学藝ライブラリー, 2018年
- 『世紀末のモザイク―民族から読みなおす世界史』毎日新聞社, 1994
- 『民族の時代―混沌と共生の21世紀』PHP研究所, 1994
- 『イスラムとアメリカ』岩波書店, 1995
  - 中公文庫, 1998年
  - 改訂新版 2016年
- 『歴史家の本棚』みすず書房, 1995[10]
- 『イスラムとロシア―その後のスルタンガリエフ』東京大学出版会, 1995
- 『近代イスラームの挑戦 世界の歴史20』中央公論社, 1996
  - 中公文庫, 2008年
- 『帝国の終末論―文明と衝突のパラダイム』新潮社, 1996
- 『「反」読書法』講談社現代新書, 1997
- 『イスラームと国際政治―歴史から読む』岩波新書, 1998
- 『歴史家の一冊』朝日新聞社［朝日選書］, 1998[10]
- 『20世紀のプリズム』角川書店, 1999
- 『イスラームと世界史』ちくま新書, 1999
- 『納得しなかった男―エンヴェル・パシャ中東から中央アジアへ』岩波書店, 1999
- 『文明の衝突から対話へ』岩波現代文庫, 2000
- 『イスラームと日本政治』中央公論新社［中公叢書］, 2000
- 『歴史という名の書物』新潮社, 2001[10]
- 『歴史の想像力』岩波現代文庫, 2001
- 『政治家とリーダーシップ―ポピュリズムを超えて』岩波書店, 2001
  - 岩波現代文庫, 2008年
- 『文明論としてのイスラーム』（角川書店［角川選書］, 2002
- 『戦争と外交―イラク・アメリカ・日本』ダイヤモンド社, 2003
- 『歴史の作法―人間・社会・国家』文春新書, 2003
  - 改題 『歴史とは何か―世界を俯瞰する力』PHP文庫, 2014
- 『帝国と国民』岩波書店, 2004
  - 改題改訂版 『帝国とナショナリズム』岩波現代文庫, 2012
- 『歴史のなかのイラク戦争―外交と国際協力』NTT出版, 2004
- 『嫉妬の世界史』新潮新書, 2004
- 『歴史家の書見台』みすず書房, 2005[10]
- 『鬼平とキケロと司馬遷と―歴史と文学の間』岩波書店, 2005
  - 中公文庫, 2016年
- 『歴史と政治の間』岩波現代文庫[11], 2006年）
- 『歴史と外交』中央公論新社(［中公叢書］), 2007
- 『歴史学の名著30』ちくま新書, 2007
- 『帝国のシルクロード 新しい世界史のために』朝日新書, 2008
- 『歴史のなかの未来』新潮社［新潮選書］, 2008[10]
- 『時代の風を読む』潮出版社, 2009
- 『幕末維新に学ぶ現在』中央公論新社, 2010
- 『歴史家の羅針盤』みすず書房, 2011[10]
- 『幕末維新に学ぶ現在 2』中央公論新社, 2011
- 『リーダーシップ  胆力と大局観』新潮新書, 2011
- 『中東新秩序の形成 「アラブの春」を超えて』NHK出版［NHKブックス］, 2012
- 『世界史 歴史を見る眼を養う』朝日新聞出版, 2012
- 『幕末維新に学ぶ現在 3』中央公論新社, 2012
- 『歴史という武器』文藝春秋, 2013
  - 文庫化：文春文庫, 2016年
- 『中東国際関係史研究―トルコ革命とソビエト・ロシア 1918－1923』岩波書店, 2013
- 『中東複合危機から第三次世界大戦へ イスラームの悲劇』PHP新書, 2016
- 『歴史家の展望鏡』みすず書房, 2017[10]
- 『歴史を知る読書』PHP新書, 2023[10]
- 『リーダーシップは歴史に学べ』文春新書, 2023

対話集
- （蓮實重彦）『われわれはどんな時代を生きているか』講談社現代新書, 1998年
- （蓮實重彦）『20世紀との訣別―歴史を読む』岩波書店, 1999年
- （中村彰彦）『江戸の構造改革』集英社, 2004年
  - 改題『黒船以前 パックス・トクガワーナの時代』中公文庫, 2008年
- （中村彰彦）『黒船以降』集英社, 2006年
  - 改題 『黒船以降 政治家と官僚の条件』中公文庫, 2009年
- （中村彰彦）『名将と参謀 時代を作った男たち』中央公論新社, 2010年
  - 中公文庫, 2013年
- （佐藤優）『第3次世界大戦の罠 新たな国際秩序と地政学を読み解く』徳間書店, 2015年
- （佐藤優）『新・地政学 「第三次世界大戦」を読み解く』中公新書ラクレ, 2016年

討論：論文
- （中井和夫・廣岡正久・佐久間邦夫・北川誠一）『分裂するソ連―なぜ民族の反乱が起こったか』日本放送出版協会, 1990
- （岡田英弘・川田順造・樺山紘一）『歴史のある文明・歴史のない文明』筑摩書房, 1992
- （阿部謹也・樺山紘一・河上倫逸・栗本慎一郎・山口昌男）『いまヨーロッパが崩壊する』光文社カッパブックス, 1994
- （川勝平太・二宮宏之・家島彦一・鈴木董など）『海から見た歴史 ブローデル「地中海」を読む』（藤原書店, 1996
- （I・ウォーラーステイン・網野善彦・榊原英資など[12]）『「地中海」を読む』藤原書店, 1999年

編著
- 『21世紀の民族と国家―新しい地域像を探る』日本経済新聞社, 1993
- 『中央アジアと湾岸諸国』朝日新聞社［朝日選書］, 1995
- 『ベーシック 世界の民族/宗教地図』日本経済新聞社(日経ビジネス文庫), 1996
- 『「イスラム原理主義」とは何か』岩波書店, 1996
- 『史料 スルタンガリエフの夢と現実』東京大学出版会, 1998
- 『河竹黙阿彌』(明治の文学 2) 筑摩書房、2002[13]
- 『中東とISの地政学―イスラーム、アメリカ、ロシアから読む21世紀』朝日新聞出版(朝日選書), 2017

共編
- （民族問題研究会）『入門・世界の民族問題』（日本経済新聞社, 1991）
- （長崎暢子）『現代アジア論の名著』（中公新書, 1992）
- （大塚和夫）『イスラームを学ぶ人のために』（世界思想社, 1993）
- （蓮實重彦）『いま、なぜ民族か』（東京大学出版会［UP選書］, 1994）
- （蓮實重彦）『文明の衝突か、共存か』（東京大学出版会(UP選書), 1995）
- （原暉之）『スラブの民族』(講座スラブの世界 2)（弘文堂, 1995）
- （蓮實重彦）『地中海終末論の誘惑』（東京大学出版会［UP選書］, 1996）
- （増田一夫・村田雄二郎）『帝国とは何か』（岩波書店, 1997）
- （義江彰夫・本村凌二）『歴史の文法』（東京大学出版会, 1997）
- （古田元夫）『日本イメージの交錯―アジア太平洋のトポス』（東京大学出版会［UP選書］, 1997）
- （義江彰夫・本村凌二）『歴史の対位法』（東京大学出版会, 1998）
- （石井米雄）『日本人と多文化主義』(シリーズ国際交流 2)（国際文化交流推進協会, 1999）
- （大塚和夫・小杉泰・小松久男・東長靖・羽田正）『岩波イスラーム辞典』（岩波書店, 2002）
- （後藤明）『イスラームとは何か』（新書館, 2003）
- （猪口孝・田中明彦・恒川惠市・薬師寺泰蔵）『国際政治事典』（弘文堂, 2005）
- （細谷雄一）『日本近現代史講義―成功と失敗の歴史に学ぶ』（中公新書, 2019）